# La Bruyère (Francja)
La Bruyère – miejscowość i gmina we Francji, w regionie Burgundia-Franche-Comté, w departamencie Górna Saona.
Według danych na rok 1990 gminę zamieszkiwało 205 osób, a gęstość zaludnienia wynosiła 32 osoby/km² (wśród 1786 gmin Franche-Comté La Bruyère (Francja) plasuje się na 541. miejscu pod względem liczby ludności, natomiast pod względem powierzchni na miejscu 690.).